# Luka Slabe
Luka Slabe (ur. 14 lipca 1977) – słoweński siatkarz, grający na pozycji przyjmującego, reprezentant kraju. Od 2008 roku zaczął karierę trenerską.
Pochodzi z Lublany. Ukończył studia na Uniwersytecie Brighama Younga w 2003 roku z tytułem licencjatu w treningu lekkoatletycznym.

## Zawodnik

### Sukcesy klubowe
Mistrzostwa uniwersyteckie NCAA:
- 2001
- 2003

Liga holenderska:
- 2004

Liga austriacka:
- 2005

Liga słoweńska:
- 2006

## Trener

### Sukcesy klubowe
| Klub                    | Osiągnięcie                     | Trofeum | Rok        |
| UKO Kropa               | Liga słoweńska                  | srebro  | 2011       |
| Calcit Kamnik           | Liga słoweńska                  | srebro  | 2012       |
| ACH Volley Lublana      | Puchar Słowenii                 | złoto   | 2013       |
| ACH Volley Lublana      | Liga Środkowoeuropejska - MEVZA | złoto   | 2013, 2014 |
| ACH Volley Lublana      | Liga słoweńska                  | złoto   | 2013, 2014 |
| SK Posojilnica Aich/Dob | Liga Środkowoeuropejska - MEVZA | srebro  | 2015       |
| SK Posojilnica Aich/Dob | Liga austriacka                 | srebro  | 2015       |